# Psectrocladius pilimanus
Psectrocladius pilimanus är en tvåvingeart som beskrevs av Maurice Emile Marie Goetghebuer 1934. Psectrocladius pilimanus ingår i släktet Psectrocladius och familjen fjädermyggor.
Artens utbredningsområde är Belgien. Inga underarter finns listade i Catalogue of Life.